# Call of Duty: Black Ops II
Call of Duty: Black Ops II é um jogo eletrônico de tiro em primeira pessoa desenvolvido pela Treyarch e publicado pela Activision (Square Enix no Japão). Black Ops II foi um dos jogos mais esperados de 2012. Foi lançado oficialmente em 13 de novembro de 2012 para as plataformas Microsoft Windows, PlayStation 3 e Xbox 360. E em 18 de novembro para o Wii U. O lançamento ocorreu primeiramente na América do Norte, em 30 de novembro de 2012; depois na Europa em 20 de dezembro de 2012; e no Japão, na mesma data.
É o nono jogo da série Call of Duty e a sequência de Call of Duty: Black Ops (2010). Um jogo correspondente, Call of Duty: Black Ops: Declassified, foi lançado simultaneamente e em exclusivo para a PlayStation Vita. Em abril de 2017, Black Ops II entrou para a retrocompatibilidade do Xbox One.
Call of Duty: Black Ops II decorre entre os anos de 1980 e 2025, durante o final da Guerra Fria e durante uma fictícia segunda guerra fria. Foi também o primeiro jogo da série a apresentar cenários, armamento e tecnologia futurista. Também pela primeira vez nos jogos Call of Duty, Black Ops II apresenta histórias ramificadas com jogabilidade não-linear, bem como vários finais.
Call of Duty: Black Ops II foi, no geral, bem recebido pela crítica. Detém no site Metacritic a pontuação de 83% para Xbox 360, 83% para PlayStation 3, 85% para Wii U e 80% para PC. As análises elogiaram sobretudo a história, o modo Zombies e o multijogador. As críticas foram mais dirigidas à inteligência artificial do modo Strike Force e que não apresenta inovação, ainda assentando muito sobre as bases deixadas por Call of Duty 4.
À meia-noite de 13 de novembro de 2012, Black Ops II foi colocado à venda em mais de 16.000 lojas por todo o mundo, rendendo $500 milhões nas primeiras 24 horas, batendo o recorde de Call of Duty: Modern Warfare 3, tornando-se assim no maior lançamento na indústria do entretenimento, até setembro de 2013, quando a Take-Two anunciou que Grand Theft Auto V tinha rendido $800 milhões no primeiro dia de vendas. Segundo a NPD, em 24 de novembro de 2012, Black Ops II já tinha vendido cerca de 7,5 milhões de cópias nos EUA, tornando-se no jogo que mais vendeu durante esse mês. A sequência, Call of Duty: Black Ops III, foi lançada em novembro de 2015.

## Jogabilidade

### Strike Force
Black Ops II é o primeiro jogo Call of Duty com histórias ramificadas e jogabilidade não-linear, durante a qual as escolhas do jogador afetam a missão corrente e por sua vez, o rumo da história em geral.
O jogo tem missões especiais, chamadas Strike Force, que são oferecidas para o jogador ir escolhendo durante a campanha. Escolhendo uma das missões, bloqueia as outras, a menos que o jogador inicie uma nova campanha.
As missões Strike Force permitem ao jogador controlar um diferente número de ativos de guerra, como veículos aéreos não tripulados, caças e robots. Se o jogador morre durante uma missão Strike Force, apesar dessa perda, a campanha continua, em vez de começar num posto de controle ou numa gravação anterior. O progresso do jogador durante as missões de Strike Force pode mudar os planos do antagonista da história, Raul Menendez, bem como os resultados da nova Guerra Fria.

### Zombies
O modo "Zombies" regressa com uma campanha própria. É a terceira vez que um modo "Zombies" aparece num jogo Call of Duty (depois de Call of Duty: World at War e Call of Duty: Black Ops), e a primeira vez que tem sua campanha juntamente com a história principal. A Treyarch também confirmou que "Zombies" também terá o seu próprio multijogador. O modo Zombies suporta oito jogadores em cooperativo no modo Grief. A Treyarch anunciou em agosto de 2012 que o mapa Nuketown irá ser refeito como um mapa zumbi para aqueles que comprarem as edições Hardened ou Care Package Edition de Black Ops II. Em setembro de 2012, foi revelado o vídeo de Zombies, assim como a confirmação de três novos modos: "Tranzit" é o modo de jogo que é uma combinação de múltiplos mapas num só jogo e a única maneira de viajar é com um autocarro; "Survival" é o modo original de Call of Duty: World at War e Call of Duty: Black Ops, em que o jogador tem de sobreviver durante o maior tempo possível; e o modo "Grief", que consiste em quatro jogadores contra quatro jogadores vs zumbis.

## Sinopse

### Personagens e Cenário
A campanha de Black Ops II tem duas histórias que estão interligadas, uma que decorre entre os anos 80 e 90 e a outra que acontece em 2025. O protagonista de Black Ops, Alex Mason, regressa como protagonista na sessão da Guerra Fria, onde irá lutar numa guerra de procuração pelos Estados Unidos. Esta sessão do jogo inclui áreas da América Central e a invasão soviética do Afeganistão. Esta sessão também contará a história de como o principal antagonista do jogo, Raul Menendez, que se tornou infame. O amigo e colega de Mason, Frank Woods, também regressa (apesar de o fato de aparentemente ter sido morto em Black Ops), e irá narrar a história do jogo até a sessão de 2025.
A sessão do jogo que decorre em 2025 tem como protagonista David Mason, filho de Alex Mason. Neste novo cenário, a China e os Estados Unidos estão presos numa guerra fria, depois da China proibir a exportação de elementos de terras-raras na sequência de um ataque cibernético que paralisa a Bolsa de Valores Chinesa. A guerra é agora definida pela robótica, guerra cibernética, veículos não tripulados e outras tecnologias modernas. Tentando tirar vantagem por estar fora, Raul Menendez, agora um narcoterrorista e o líder da Cordis Die, um movimento populista celebrado como o campeão das vítimas da desigualdade económica, tenta fazer com que as duas nações entrem em guerra, incitando conflitos entre essas.
Na seção de 2025, o jogador terá acesso às 'Strike Force missions', que contêm como característica as "permanent death", podendo assim afetar o decurso da história.
Foi indicado que a narrativa paralela de Viktor Reznov e a sua relação com Alex Mason, que começou em World at War e avançava em Black Ops, continua em Black Ops II.

### Enredo
No ano de 2025, os agentes das Forças Especiais Americanas lideradas por David Mason e o seu parceiro, Harper, chegam ao Vault, uma casa de segurança máxima, lar do envelhecido Frank Woods (Amigo de Alex Mason, pai de David) que eles suspeitam possuir informações vitais sobre o paradeiro de Raul Menendez. Woods admite que Menendez recentemente visitou-o, e mostra-lhes um medalhão que o último tinha deixado para trás. Frank então narra várias missões secretas levadas a cabo durante a sua carreira militar, que abrangem os seus encontros anteriores.
De acordo com Woods, em 1986 Alex Mason tinha-se efetivamente retirado do serviço ativo para prosseguir uma existência obscura no Alasca com o seu filho David, com sete anos de idade. O seu relacionamento é instável e tenso, ainda mais quando Mason é solicitado por Jason Hudson, que pretende recrutá-lo para uma missão no Cuando-Cubango, durante o auge da Guerra Civil Angolana e guerras de fronteira sul-africanas. Woods tinha desaparecido com os seus homens ao ajudar os rebeldes da UNITA de Jonas Savimbi contra o governo marxista de Angola. Suas ações já tinham sido desautorizadas pela CIA e Hudson esperava resgatar alguns sobreviventes. Com a ajuda da UNITA, Mason e Hudson resgatam Woods do rio Cubango, e posteriormente localizam Menendez entre um contingente de conselheiros militares cubanos. No entanto, um tiroteio irrompe, e a sua presa escapa enquanto os americanos são resgatados por um helicóptero. É revelado que Menendez é responsável por manter Woods em cativeiro, depois de assassinar a sua equipe.

Natural da Nicarágua, Raul Menendez é o antagonista de Black Ops II. Segundo a Treyarch, Menendez é o "vilão mais insidioso da história de Call of Duty."

À luz desta informação, Mason e Hudson começam a perseguir Menendez, que se estabeleceu como um traficante de armas para conflitos na África Austral e na América Latina. No final do ano, a CIA autoriza um ataque contra o natural da Nicarágua que, sem escrúpulos, faz lucros saudáveis a traficar armas no Afeganistão, ocupado pelos soviéticos. Neste ponto, o motivo de Menendez para a sua vingança aparentemente sem sentido contra o Ocidente ficou mais claro: a sua amada irmã foi gravemente ferida num ato de incêndio criminoso cometido por empresários norte-americanos: O clã Menendez, que domina um poderoso cartel de drogas, foi novamente abalada pela perda quando a CIA sanciona o assassinato do pai de Raul. Um Menendez amargurado agora considera o conflito pessoal, mas a sua luta de um homem só contra o Ocidente é interrompida quando Woods, Hudson e as forças de segurança locais atacam a sua sede em Nicarágua; um Woods enfurecido, inadvertidamente, mata a irmã de Raul com uma granada.
Fingindo a sua morte com a ajuda do ditador panamenho Manuel Noriega, Menendez vive para se vingar contra aqueles que ele considera responsáveis pela morte de sua irmã. Durante a invasão do Panamá em 1989, ele sequestra Hudson e David, usando-os como isca para uma armadilha. Ele então usa Hudson para enganar Woods, manipulando-o para disparar contra Mason, em vez de si próprio. Dependendo das ações do jogador no Afeganistão, está implícito que Menendez tinha usado espiões dentro da CIA. Se o jogador desobedecer as instruções de Hudson para disparar contra Alex Mason na cabeça, e em vez disso disparar na perna, ele vai sobreviver e reaparecer no fim do jogo. No caos que se seguiu, Menendez mata Hudson e fere Woods. Insatisfeito com sua vingança, Menendez permite a Woods e David viver, prometendo voltar para completar a sua vingança quando for a hora certa.
Três décadas depois, Menendez re-emerge como o líder da Cordis Die, um movimento massivo populista com mais de um bilhão de seguidores. Ele encena um ataque cibernético que paralisa a Bolsa Chinesa; em resposta, a China proíbe a exportação de terras raras aos Estados Unidos, fermentando o início de uma nova Guerra Fria entre a chinesa Strategic Defense Coalition (SDC) e a Joint Special Operations Command (JSOC) dos EUA. Aproveitando este impasse, Menendez tenta trazer os dois poderes a uma guerra aberta, ao incitar conflitos entre eles, ajudando secretamente Tian Zhao, líder da SDC, que trabalhou com Mason e Woods durante a sua operação no Afeganistão, em 1986. Usando a inteligência fornecida por Woods, David, agora um Navy SEALs, nome de código Section, leva as forças JSOC numa nova busca por Menendez.
Pouco depois de reunir informação de Woods, o Section e a JSOC dirigem-se para Myanmar para investigar um pico de atividade na região. Lá, a equipe do Section encontra um engenheiro de informática, empregado de Menendez, que os alerta para um ataque cibernético com um dispositivo Celerium, um computador quântico capaz de se infiltrar em qualquer sistema de computador. A equipe do Section é mais tarde implantada no Paquistão, para tentar reunir informações sobre os esquemas de Menendez. Durante a infiltração, Menendez revela o nome de um alvo, "Karma", nas Ilhas Caimão. Section e os agentes SEAL Harper e Salazar infiltram-se nas Ilhas Caimão, descobrindo que "Karma" é uma mulher chamada Chloe Lynch, uma ex-funcionária da Tacitus, uma corporação de Menendez. Lynch foi a principal produtora do dispositivo Celerium, e como um meio de eliminar as pontas soltas, Menendez tinha contratado mercenários para a raptar.
JSOC depois consegue informações sobre Menendez no Iêmen, onde Farid, activo da JSOC, se infiltra para ajudar o Section a capturar o líder. O jogador, como Farid, tem de fazer uma escolha durante a missão. Menendez, suspeitando da deslealdade de Farid, ordena-lhe disparar contra Harper, que havia sido capturado. Se o jogador escolher não disparar contra Harper, e em vez disso tenta acertar em Menendez, ele falha, mas Harper sobrevive e é resgatado. Se o jogador escolher disparar contra Harper, Farid sobrevive, e Harper não estará presente em qualquer conversa ou missões seguintes. Menendez é capturado com sucesso, mas este era apenas um estratagema para Menendez invadir o computador da infra-estrutura militar dos EUA, no porta-aviões U.S.S. Obama, e assim assumir o controle de toda a frota de drones dos Estados Unidos.
É revelado que Salazar era um espião de Menendez, infiltrado dentro da JSOC, e facilita o ataque de Menéndez - Salazar ajuda-o na fuga, e quando Menendez entra na sala de comando do Obama, Salazar dispara contra os soldados que guardavam o Almirante Briggs, com a sobrevivência de Lynch dependendo da sobrevivência de Farid na missão anterior. O jogador, jogando como Menendez, tem a escolha de matar ou ferir o Almirante Briggs. Se o jogador só fere Briggs, e havia completado todas as missões Strike Force, a JSOC e a SDC fazem uma aliança; e de seguida, o jogador é informado mais tarde que o SDC enviou centenas de drones para defender o Obama, sendo que consequentemente Briggs foi capaz de salvar o navio e a sua tripulação. Menendez então usa os drones para preparar um ataque a Los Angeles durante uma reunião dos líderes do G20, na esperança de matá-los e causar danos catastróficos na economia global. Mason acompanha o Presidente dos Estados Unidos para segurança durante o ataque dos drones.
JSOC finalmente encontra a fonte das transmissões responsáveis pela invasão ao Haiti, onde Section lidera as forças JSOC em recapturar o complexo na missão final, e apreender ou matar Menendez. Existem diferentes finais dependendo das ações que o jogador assume ao longo da campanha, a existência ou não de uma aliança entre os Estados Unidos e a China, assim como a escolha do destino de certos personagens no jogo.
Durante a campanha principal, o jogador pode optar por participar em missões de ataque opcionais (missões Strike Force). As missões de ataque envolvem a JSOC tentar apaziguar a influência global da SDC, impedindo-os de forçar os países vizinhos a aliarem-se a eles. Section não participa nessas missões diretamente, embora possa comandar as forças remotamente a partir de um centro de comando. Se as missões são concluídas com êxito, o SDC é enfraquecido o suficiente para se aliar à JSOC, e auxiliar o jogador no final da campanha, como por exemplo, no envio dos seus próprios drones para resgatar o U.S.S. Obama.

## Desenvolvimento
O CEO da Activision Blizzard, Robert Kotick, afirmou em novembro de 2011 que um novo jogo Call of Duty estava em desenvolvimento para ser lançado em 2012. Foi confirmado oficialmente pela Activision em fevereiro de 2012, prometendo "grandes inovações" para a série.
Oliver North, que esteve envolvido no caso Irão-Contras, foi consultor e ajudou a promover o jogo.

### Fugas Internas
Revelações de Black Ops 2 começaram a surgir quando o produto ficou à venda na Amazon francesa, tendo sido imediatamente retirado em fevereiro de 2012. Nenhuma informação tinha sido lançada pela Activision, mas a GameBlog alegou que essa exigiu remover o seu relatório original também. Pela mesma altura, o artista de jogos de computador Hugo Beyer listou Black Ops 2 como um projeto corrente no seu Linkedin, antes da sua página na rede social ter sido retirada.
A marca registrada Black Ops 2 pela Activision foi vista em janeiro de 2012. Black Ops 2 foi listado na retalhista internacional Fnac em Portugal e Espanha, com um lançamento provável em novembro.
A 18 de abril de 2012, a Kotaku recebeu uma imagem de "uma fonte de retalho", que mostrava um pôster onde faltava o titulo do jogo, mas tinha muitas semelhanças com Black Ops; e uma data, 2 de maio, que apontava para uma revelação.
A 27 de abril de 2012, uma imagem contendo dois cartões pré-pagos enviada por um leitor da IGN confirmou o nome do jogo e a sua data de lançamento. Os cartões mostravam claramente o logotipo de Call of Duty: Black Ops II, e data de lançamento para 13 de novembro de 2012.

### Revelação

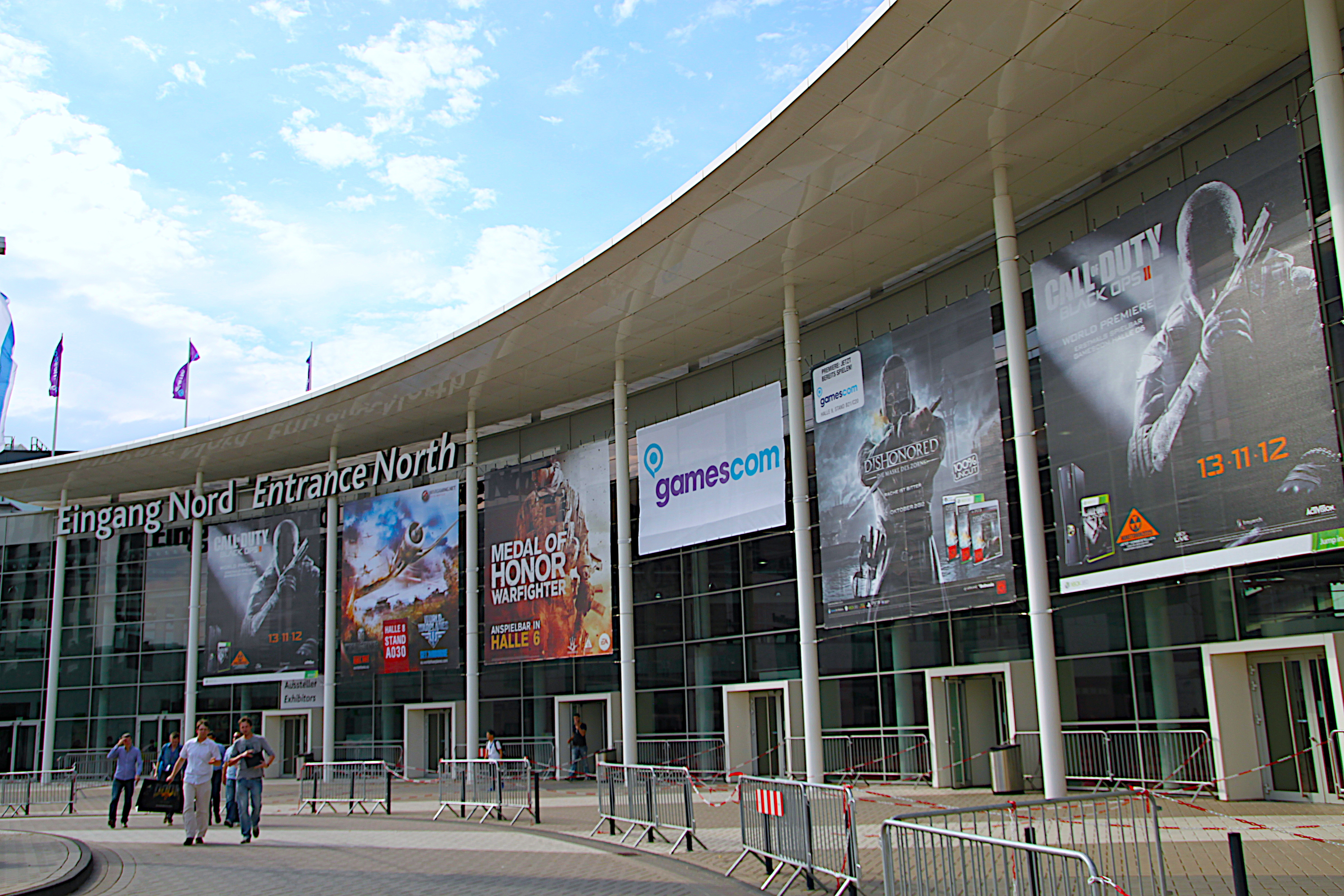
Publicidade a Call of Duty: Black Ops II na Gamescom 2012 em Colónia, Alemanha.

A 23 de abril de 2012, a Activision redesenhou a página oficial CallofDuty.com, anunciando que o jogo seria revelado em 1 de maio, durante um jogo da NBA na TNT. No entanto, algumas partes do site desbloquearam horas antes do anúncio, revelando o titulo e confirmando a data de lançamento para PC, Xbox 360 e PlayStation 3; e também o cenário de "Guerra Fria do século XXI".
Tal como prometido pela Activision, a previsão do jogo foi revelada em forma de um vídeo do YouTube que detalhava o cenário futurista, os personagens dos jogos anteriores e o conflito. Muitos críticos fizeram notar que o vídeo de apresentação tinha muitas similaridades com o de Metal Gear Solid 4: Guns of the Patriots.
A Activision insinuou que o jogo poderá ficar eventualmente disponível para os consoles da Nintendo, sem no entanto ter sido anunciado oficialmente. A 19 de julho de 2012, um novo vídeo foi lançado pela Treyarch, dando uma melhor visão de como poderá ser o argumento do jogo. Também foi dito por David S. Goyer que a história é "melhor que um filme de Hollywood". Em outubro de 2012, foi revelado que Black Ops II tem a opção de ser jogado em 3D.
De acordo com dados de MCVUK.com, após o anúncio oficial a 1 de maio de 2012, Black Ops II já tinha três vezes mais reservas do que o primeiro Black Ops. O lançamento oficial do jogo, após ser adiado em quase um mês, foi marcado para o dia 13 de novembro de 2012.

### Revisões na jogabilidade
Ao produzir Black Ops II, a Treyarch introduziu novas características às mecânicas da jogabilidade para o multijogador, que foram até à data uma imagem de marca da série Call of Duty. Inclui por exemplo a introdução de jogos de "multi-equipe", que permitem ter três ou mais equipes de jogadores, em oposição aos tradicionais, de duas facções de equipes; revisões também foram feitas ao nível da criação de classes ("Create-A-Class"), que permite aos jogadores personalizar armas para usar no multijogador. A função Kill Streak, que dava aos jogadores recompensas por mortes consecutivas, será conhecida agora como Score Streaks. Os jogadores continuarão a receber recompensas, estas que são desbloqueadas ao fazer certas ações - como matar outros jogadores, capturar com sucesso um território, entre outras - em vez de simplesmente matar outros jogadores. Além disso, os Wager matches (modo incluído em Call of Duty: Black Ops), foram removidos.
Estas mudanças foram introduzidas de forma a mudar a ênfase em direção a um único objetivo, permitindo aos jogadores recompensas por trabalharem em equipe e para tornar o jogo mais acessível aos novos jogadores.
A Treyarch também anunciou planos para integrar Black Ops II no mundo dos eSports (esportes eletrônicos) ou em competições de jogos. Para este fim, a Treyarch revelou um sistema de criação de jogos (matchmaking) projetado para criar pares de jogadores com base nas suas habilidades dentro do jogo e para garantir que os jogos online são relativamente iguais no que toca à habilidade do jogador. Também anunciaram o termo CODcasting, uma forma de fluxo de média, que permite aos usuários transferirem para o YouTube os seus vídeos a partir dos seus consoles.
As mudanças nas mecânicas do multijogador, o matchmaking e os fluxos de média foram criados para tornar Black Ops II mais acessível e mais "amigo dos jogadores".

### Áudio
Black Ops II apresenta as vozes de Sam Worthington como Alex Mason; Michael Keaton que substitui Ed Harris como Jason Hudson; James C. Burns dá a voz e a captura de movimentos a Frank Woods; Gary Oldman regressa como Viktor Reznov de World at War e Black Ops numa breve aparência; Andrew Divoff como Lev Kravchenko; Michael Rooker como o colega de David Mason, Harper; Erin Cahill como Chloe "Karma" Lynch; Tony Todd dá a voz e captura de movimentos a Almirante Briggs; e Robert Picardo como Erik Breighner. A banda sonora do jogo foi escrita por Jack Wall, exceto o tema titulo, que foi composto por Trent Reznor.
A banda sonora foi lançada como parte do conteúdo das edições Hardened Edition e Care Package no iTunes e Amazon, com duas faixas extra por Brian Tuey, assim como a Symphony No. 40 em G menor, K550 (Allegro Molto) por Wolfgang Amadeus Mozart.
Adicionalmente, o jogo conta com músicas da banda norte americana Avenged Sevenfold, com "Carry On" sendo tocada depois após os créditos depois do final da campanha em um vídeo musical não canônico e "Shepherd of Fire" que aparece durante a introdução e também como easter egg no mapa Origins do modo zumbis.
Foi confirmado pelo site TechTudo e pela Activision que Call of Duty: Black Ops II será o primeiro jogo da franquia a ser dublado em português para o Brasil. Foram confirmadas as vozes de Gustavo Ottoni como Alex Mason, Isaac Bardavid como Raul Menendez, Carlos Seidl como Harper, Cacau Mello como Misty, Júlio Monjardim como Farid e Milton Parisi como David Mason.

## Marketing e Promoção
Para os jogadores que fizerem a reserva do jogo, receberão o mapa Nuketown 2025 para os modos de multijogador. O mapa é uma nova versão de Nuketown do anterior Black Ops.
A 28 de agosto de 2012, a Activision anunciou as edições especiais de Black Ops II para Xbox 360 e PlayStation 3, a Care Package Edition e a Hardened Edition. Para além de todo o conteúdo, ambas as edições contêm ainda, dependente da plataforma escolhida, dois temas dinâmicos (PlayStation 3) e dois personagens (Xbox 360). Para o PC, foi anunciada a Digital Deluxe Edition. Além da edição padrão e da Hardened Edition, foi ainda editada no Brasil a Pro Edition, além do jogo, contém um Headset Turtle Beach Call of Duty Black Ops II Ear Force Kilo, duas Moedas Desafio para coleção, acesso aos mapas Nuketown 2025 e Nuketown Zombies, a banda sonora do jogo e a camuflagem CE Digital".
| Conteúdos                                      | Normal (consoles & PC)              | "Care Package Edition" (PS3 & XBOX360) | "Hardened Edition" (PS3 & XBOX360)     | "Digital Deluxe Edition" (PC)          |
| ---------------------------------------------- | ----------------------------------- | -------------------------------------- | -------------------------------------- | -------------------------------------- |
| Cópia do jogo                                  | Sim                                 | Sim                                    | Sim                                    | Sim                                    |
| MQ-27 Dragonfire Drone                         | Não                                 | Sim                                    | Não                                    | Não                                    |
| Mapas Bónus                                    | Sim (Nuketown 2025 com pré-reserva) | Sim (Nuketown Zombies & Nuketown 2025) | Sim (Nuketown Zombies & Nuketown 2025) | Sim (Nuketown Zombies & Nuketown 2025) |
| Caixa Exclusiva                                | Não                                 | Sim                                    | Sim                                    | Sim                                    |
| Moedas Limitadas                               | Não                                 | Sim                                    | Sim                                    | Não                                    |
| Camuflagem para Armas                          | Não                                 | Sim                                    | Sim                                    | Sim                                    |
| Banda-Sonora (digital)                         | Não                                 | Sim                                    | Sim                                    | Sim                                    |
| Player Card                                    | Não                                 | Sim                                    | Sim                                    | Não                                    |
| Call of Duty: World at War Game Download Token | Não                                 | Não                                    | Não                                    | Sim                                    |

### Conteúdo Transferível
A 8 de janeiro de 2013, foi anunciado Revolution, o primeiro pacote de conteúdos para Call of Duty: Black Ops II. Revolution contém quatro novos mapas para o multijogador (Mirage, Grind, Hydro e Downhill) e uma nova arma (Peacekeeper). Para Zombies, o pacote contém um novo mapa (Die Rise) e um novo modo de jogo, Turned, onde os jogadores podem competir uns contra os outros no papel de zumbis, onde apenas um único humano, que luta pela sobrevivência e para ganhar pontos. O primeiro zumbi que o caçar, ganha o direito de se transformar também em humano. O pacote Revolution está disponível para Xbox 360 desde 29 de janeiro de 2013. E para PlayStation 3 e PC, a partir de 28 de fevereiro de 2013.

## Recepção
Segundo a Activision, no dia 13 de novembro, Black Ops II foi tópico de destaque no Twitter em 23 cidades em todo o mundo; e mais de 30 milhões de pessoas já assistiram ao vídeo Surprise, estrelado por Robert Downey Jr., desde a sua publicação a 29 de outubro de 2012.

### Críticas Profissionais
Call of Duty: Black Ops II recebeu geralmente críticas positivas. O editor Anthony Gallegos da IGN deu a nota 9.3/10; e descreve o jogo como "um bom exemplo de como evoluir uma franquia anual". Gallegos elogiou o jogo por contar uma história realmente interessante e criar um vilão com empatia a ponto de ele começar a questionar suas próprias ações durante o decurso da história. Gallegos dirigiu críticas sobre a inteligência artificial dos aliados no modo Strike Force, apontando que muitas vezes teve que encaminhá-los para um canto do campo de batalha, e de seguida, fazer tudo sozinho para conseguir completar as missões. Também sentiu que o final do modo campanha foi decepcionante, mesmo estando ciente de que o resultado era diretamente influenciado pelas escolhas que fez.
Dan Ryckert da Game Informer deu a pontuação de 8.5/10; e criticou igualmente a IA do modo Strike Force, e não se impressionou com o sistema Pick Ten introduzido para os modos multijogador, observando que era "interessante, mas em última análise, menos emocionante" do que o sistema usado nos títulos anteriores de Call of Duty. Como Gallegos, antes dele, Ryckert elogiou a narrativa e estrutura da campanha de um jogador, introduzindo alterações que sentiu que estavam em atraso e observando que o enredo de ramificação "tinha que conversar com outras pessoas sobre minhas experiências de uma maneira que nunca tinha feito antes com esta série."
A Eurogamer pontuou com 8/10, referindo que a história de Black Ops 2 "acaba por ficar aquém do esperado, já que esta é talvez a mais fraca campanha desde que Modern Warfare entrou em cena" embora "seja interessante a perspectiva oferecida pela guerra futurista e pela comparação que oferece" e que tem "pena que o argumento não tenha sido capaz de acompanhar as transformações que em certa medida resultam." No entanto diz que "o multi-player, acompanhado pelo Zombies, reforçam a aposta em Black Ops 2 e fazem deste um dos jogos mais apetecidos para combates proporcionados para vários jogadores."
A GamesRadar (4.5/5) diz que o jogo tem como pontos fortes a história da campanha, o modo Tranzit Zombies e o sistema Pick 10. Mas também criticou a IA no modo Strike Force,, dizendo "que não reage".
Mike Clayton do The Telegraph deu 4 estrelas em 5; e diz que "Não cometa o erro de confundir a história futurista e as tentativas de narrativas ramificadas como inovação. É mais como que se a Treyarch tivesse uma sala limpa e apenas a tivesse que a decorar: Black Ops II ainda é ostensivamente construído sobre as mesmas bases de Call of Duty 4 de 2007, e em cada capitulo que saiu dai para a frente. A emoção de Call of Duty começa a diminuir, mas poucos vão sentir isso, comprando o bilhete deste ano."
Uma das maiores críticas foi feita por Rich Stanton do The Guardian, que deu 3 estrelas em 5: "Black Ops II não é uma atualização anual preguiçosa - merece crédito por tentar brincar com a fórmula mais vencedora dos videojogos. No entanto, este motor começa a mostrar a sua idade, rangendo, às vezes quando os jatos voam em cima de nós. Os novos níveis de estratégia não precisam realmente de estratégia, e as melhores partes são cópias alteradas do que já foi antes. No final, Black Ops II não nos dá uma inovação significativa, e sugere que o sucesso do futuro COD vai depender muito mais do que simplesmente brincar com o passado.

### Vendas
A Activision informou que Call of Duty: Black Ops II arrecadou mais de US$500 milhões de dólares nas primeiras 24 horas após o seu lançamento mundial. O jogo estabeleceu um novo recorde para a empresa, batendo em US$100 milhões as vendas do primeiro dia de Call of Duty: Modern Warfare 3 e tornando-se assim no maior lançamento de sempre na indústria do entretenimento.
"Com arrecadação inicial de meio bilhão de dólares, acreditamos que Call of Duty é o maior lançamento do entretenimento pelo quarto ano consecutivo", disse Bobby Kotick, CEO da Activision. "Dado o ambiente macroeconômico desafiador, estamos cautelosos quanto ao balanço de 2012 e 2013". Segundo a NPD, a 24 de novembro de 2012, Black Ops II já tinha vendido cerca de 7,5 milhões de cópias nos EUA, tornando-se no jogo que mais vendeu durante esse mês.